# Preparaty homeopatyczne
Ten artykuł opisuje teorie, metody lub czynności niezgodne ze współczesną wiedzą medyczną.

## Podział
Homeopaci dzielą leki homeopatyczne ze względu na pochodzenie surowców wyjściowych na:
- leki roślinne – otrzymywane z różnych części roślin: kwiatów, np. arniki górskiej stosowanej homeopatycznie w złamaniach, zwichnięciach, stłuczeniach i obrzękach powstałych w wyniku urazów i nagietka lekarskiego przyśpieszającego gojenie ran, oraz liści i całego ziela, np.  pokrzywy zwyczajnej używanej w homeopatii w przypadku oparzeń i poparzeń słonecznych pierwszego stopnia
- leki mineralne – początkowo w homeopatii stosowano jedynie nieliczne z obecnych w przyrodzie pierwiastków (siarkę, rtęć, żelazo, srebro) i minerałów (sól, węglan wapnia, boraks, fosforan wapnia); współcześnie stosuje się większość ogólnie dostępnych pierwiastków oraz ich związków chemicznych, głównie nieorganicznych

Usystematyzowania i homeopatycznego zdefiniowania wszystkich, ogólnie dostępnych pierwiastków chemicznych na podstawie układu okresowego oraz ich połączenia w dynamiczną całość dokonał lekarz-homeopata Jan Scholten. Graficznie homeopatyczna teoria pierwiastków chemicznych została zilustrowana w postaci spirali.
- leki pochodzenia zwierzęcego – otrzymywane z całych organizmów zwierzęcych lub ich części, albo produktów wytwarzanych przez zwierzęta, np. Cantharis, Tarantula, barwnik z woreczka czernidłowego mątwy zwyczajnej, czyli Sepia officinalis, jad pszczoły miodnej, czyli Apis mellifica, jad groźnicy niemej, czyli Lachesis mutus, mleko krowie Lac defloratum i mleko psie Lac caninum
- leki miazmatyczne (tzw. nosody) – otrzymane ze zmienionych chorobowo miejsc, w następstwie takich chorób jak:  świerzb, rzeżączka, kiła, gruźlica oraz nowotwór; dostępne jedynie w bardzo wysokich potencjach, niezawierających ani jednej molekuły materiału wyjściowego, odpowiednio noszące następujące nazwy: Psorinum, Medorrhinum, Syphilinum (Luesinum), Tuberculinum i Carcinosinum

Leki homeopatyczne pochodzenia roślinnego i mineralnego należą do najczęściej stosowanych. Leki miazmatyczne są bardzo rzadko stosowane. Niekiedy do wyprodukowania środka homeopatycznego używa się leku konwencjonalnego, np. antybiotyku, aby odtruć organizm człowieka po długotrwałym zażywaniu leku. Stosowane są także homeopatycznie rozcieńczone szczepionki, w celu usunięcia niepożądanych objawów poszczepiennych.

## Produkcja

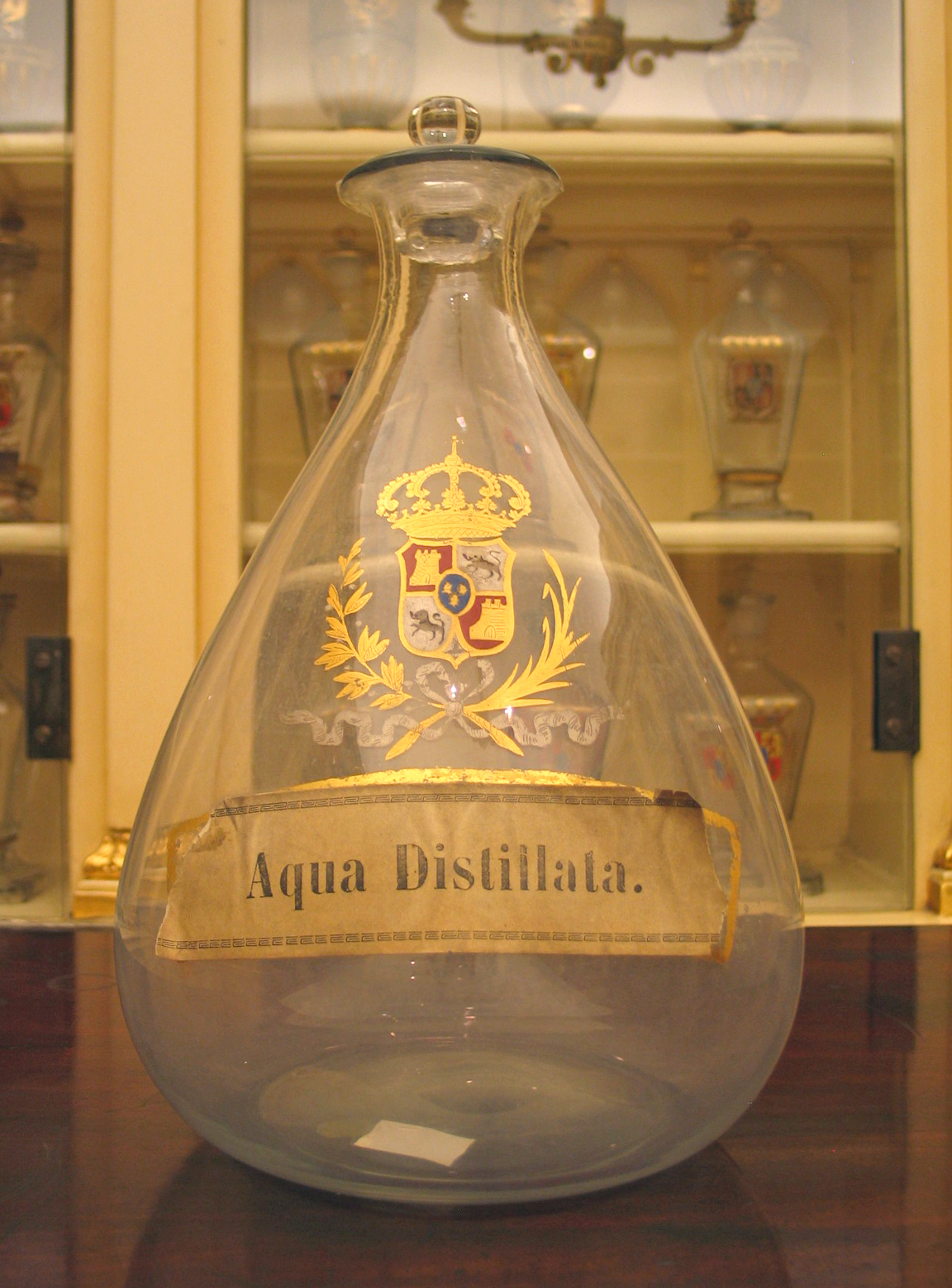
Naczynie na wodę destylowaną używaną do potencjowania

Punktem wyjściowym przy produkcji leków homeopatycznych jest sporządzenie pranalewki (nalewki wyjściowej, urtinktury) z surowca. Nalewka wyjściowa jest skoncentrowanym alkoholowo-wodnym wyciągiem z surowca do produkcji leku homeopatycznego. Surowce nierozpuszczalne w wodzie są najpierw rozcierane w moździerzu z laktozą aż do uzyskania rozcierki (trituratio), która rozpuszcza się w mieszaninie wody i alkoholu.
W wyniku rozcieńczenia odpowiedniej ilości pranalewki wodą i (lub) etanolem w stosunku 1:10 (potencja dziesiętna, symbol D) lub w stosunku 1:100 (potencja setna, symbol C) oraz energicznego wytrząsania, otrzymuje się pierwszą potencję homeopatyczną, np. 1 część pranalewki + 9 części rozpuszczalnika = potencja D1 lub 1 część pranalewki + 99 części rozpuszczalnika = potencja C1. Dalsze rozcieńczanie i wytrząsanie prowadzi do otrzymywania kolejnych potencji, np. 1 część potencji D1 + 9 części rozpuszczalnika = D2, 1 część potencji D2 + 9 części rozpuszczalnika = D3, etc. Analogicznie postępuje się w przypadku produkowania potencji w stosunki 1:100, np. 1 cz. potencji C1 + 99 cz. rozpuszczalnika = C2, 1 cz. C2 + 99 cz. rozpuszczalnika = C3, etc.
Do produkcji leków homeopatycznych używa się naczyń z neutralnego materiału (szkło) oraz obojętnych substancji pomocniczych tj. etanol, laktoza, cukier trzcinowy. Naczynia muszą mieć objętość przynajmniej o 1/3 większą od objętości roztworu. Podczas procesu produkcyjnego nie wolno pominąć żadnego etapu potęgowania roztworu.
Hahnemann przygotowywał leki homeopatyczne ręcznie, uderzając kilkakrotnie dnem naczynia o sprężyste podłoże. Na rynku szybko pojawiły się pierwsze urządzenia do produkcji masowej. Obecnie kolejne potencje są wytwarzane fabrycznie.
Do wykonania kolejnych potencji używa się każdorazowo nowego naczynia, jest to tzw. metoda wielu naczyń. Jeżeli do potencjowania użyto tylko jednego naczynia, wtedy dla odróżnienia potencje zostają oznaczone literką K, np. 30K. Metoda jednego naczynia (tzw. metoda na wylew) jest znacznie tańsza, a jej symbol pochodzi od nazwiska wynalazcy – Rosjanina Siemiona Korsakowa.  Metodę Korsakowa stosuje się do produkcji wysokich i bardzo wysokich potencji w stosunku 1:100.

## Postacie

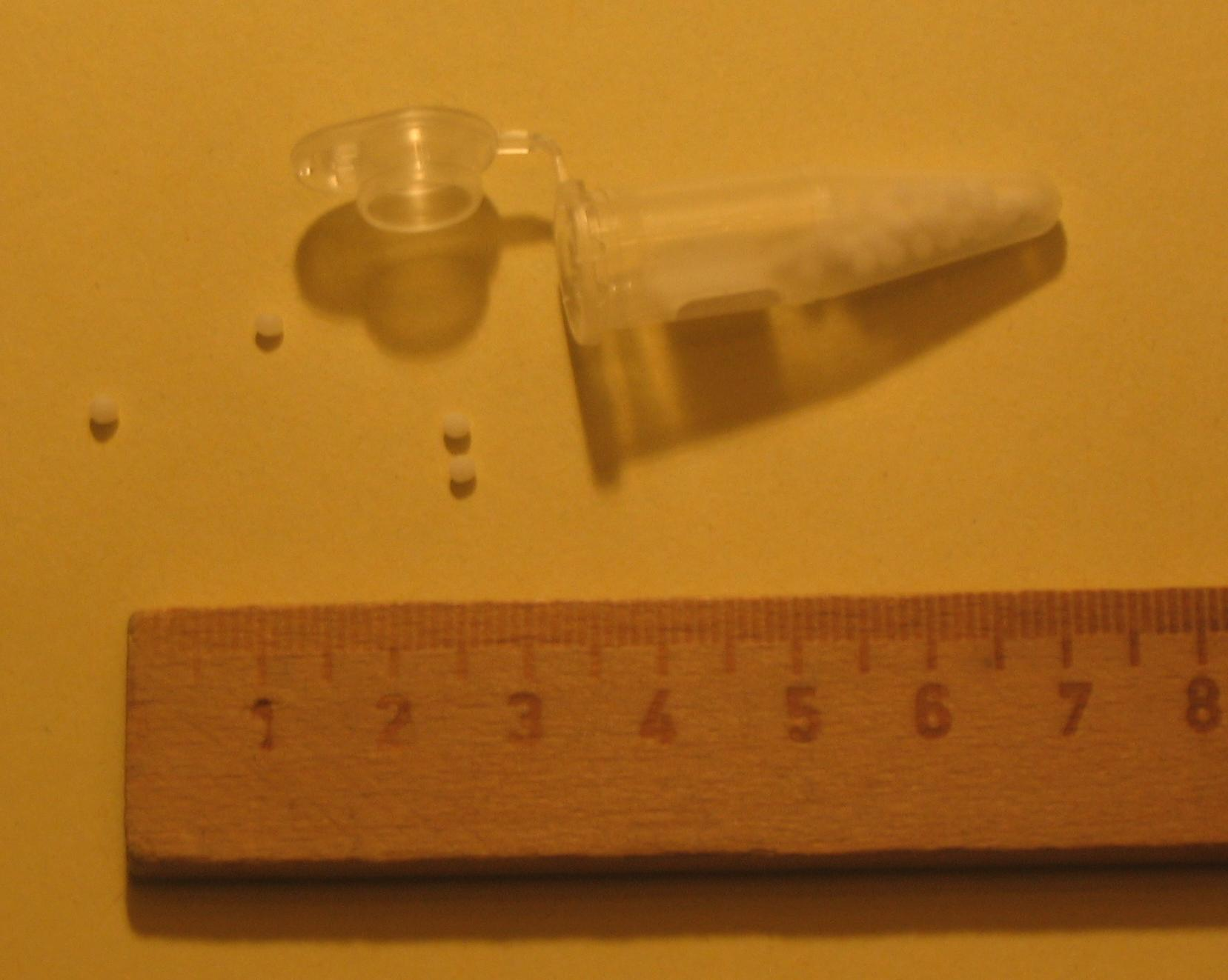
Kuleczki cukrowe

Wśród leków homeopatycznych wyróżniamy postacie przeznaczone do użytku wewnętrznego i postacie przeznaczone do użytku zewnętrznego.
Do stosowanych doustnie postaci leków homeopatycznych należą:
- kropelki (roztwory wodno-alkoholowe)
- globulki (ziarenka cukrowe)
- granulki (kuleczki cukrowe)
- tabletki

Do stosowanych zewnętrznie postaci leków homeopatycznych należą: maści, kremy, żele, emulsje, krople do oczu, wcierki (tinktury do nacierania) oraz płyny iniekcyjne.

## Dawkowanie

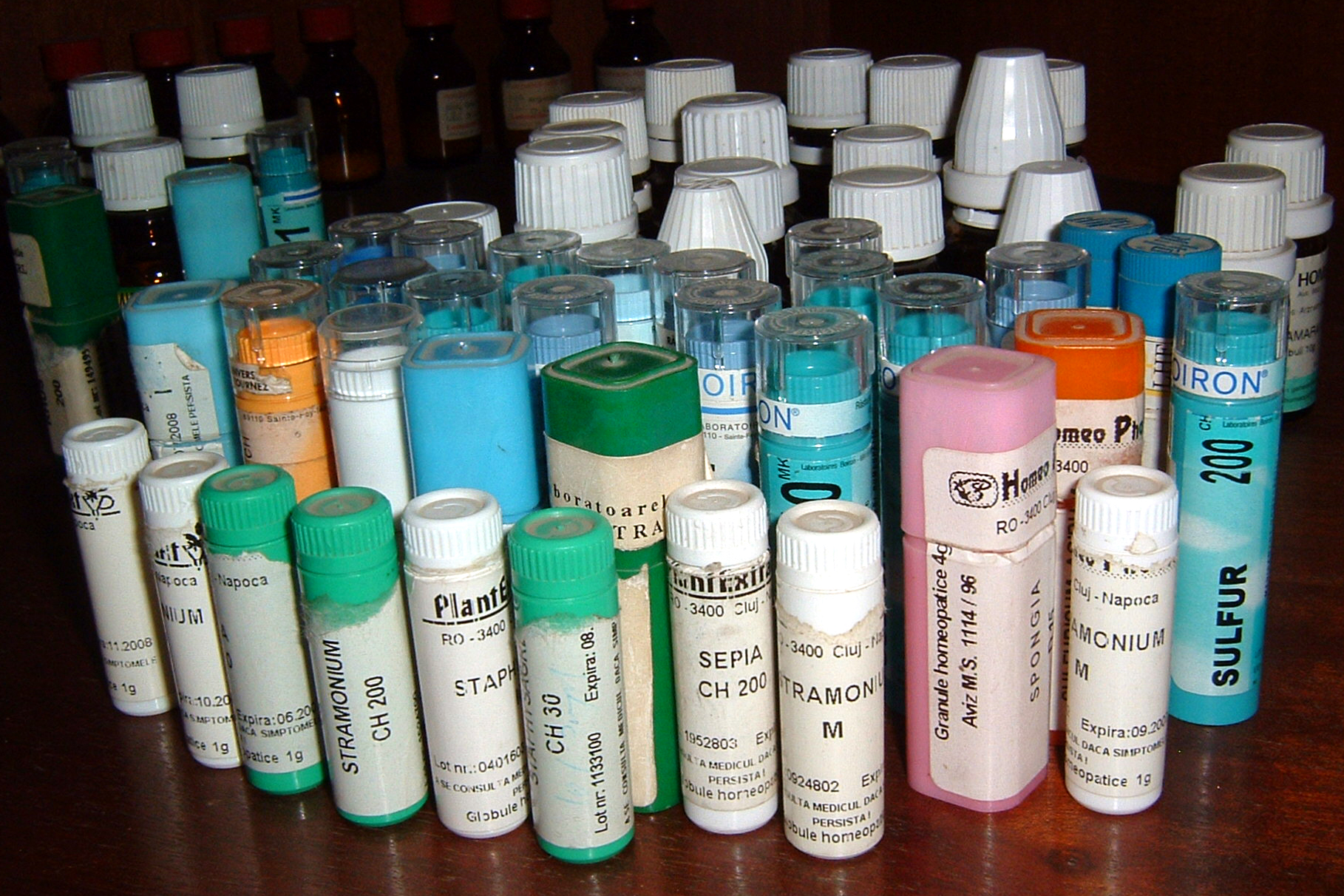
Opakowania różnych leków homeopatycznych

Wybór potencji leku homeopatycznego oraz częstotliwość dawkowania zależą od indywidualnego stanu chorobowego pacjenta.
Dawka jednorazowa wynosi najczęściej 3–10 kropli, 10 ziarenek cukrowych lub 2–3 kuleczki cukrowe.
W zależności od potencji leku homeopatycznego i reakcji pacjenta, dawkę powtarza się, jeżeli zachodzi taka konieczność.

## Zasady stosowania
Znikoma ilość cukru obecna w tabletkach i granulkach nie stanowi problemu dla osób chorych na cukrzycę i nie wpływa na poziom glukozy we krwi. Niekiedy przed zażyciem zaleca się rozpuścić kuleczki cukrowe w wodzie i zażyć na łyżeczce.
Kropelki homeopatyczne zawierają alkohol w stężeniu od 30% do 90%, który przy wyższych dawkach może wchodzić w interakcje z innymi lekami, np. nasennymi, przeciwdepresyjnymi, uspokajającymi. Ze względu na zawartość alkoholu kropelki homeopatyczne są niewskazane dla dzieci, kierowców, osób obsługujących maszyny, pacjentów stosujących inne leki wchodzące w interakcje z alkoholem oraz we wszystkich innych przypadkach, w których spożycie alkoholu jest niewskazane.
Osoby z ostrą nietolerancją laktozy muszą unikać tabletek homeopatycznych, bo najczęściej zawierają cukier mleczny. Odpowiednią postacią leku w przypadku alergii na laktozę są kuleczki lub ziarenka cukrowe.
Przed zastosowaniem leku homeopatycznego pacjent powinien zawsze zapoznać się z treścią ulotki załączonej do opakowania.
Dzieciom leki homeopatyczne podaje się ściśle według wskazówek lekarza (ze względu na możliwą zawartość alkoholu).